# Ximena Rincón
Ximena Rincón Cecilia González (Concepción, 5 de julho de 1968) é uma advogada e política chilena.

## Vida pessoal
Ela nasceu em 5 de julho de 1967, em Concepción, filha de Ricardo Rincón Iglesias e Luisa González Cofré. É irmã do ex-deputado Ricardo Rincón, dos jornalistas Mónica Rincón e Rodrigo Rincón e da psicóloga Paulina Rincón.
Foi casada por vinte e dois anos com o deputado Juan Carlos Latorre, com quem tem três filhos; Valentina, Juan Carlos e Juan Pablo.

## Carreira política
Filiada ao Partido Democrata Cristão do Chile, foi superintendente da Previdência Social durante o governo do presidente Ricardo Lagos entre 2000 e 2005, prefeita da Região Metropolitana de Santiago de 2005 a 2006, senadora pela Circunscrição 11 (região de Maule, que inclui as províncias de Linares e Cauquenes) entre 2010 e 2014; e Ministra de Estado no segundo governo de Michelle Bachelet, na Secretaria-Geral da Presidência e do Trabalho e Previdência Social entre 2014-2015 e 2015-2016, respectivamente. Desde 2018 ela é senadora pela região do Maule (período 2018-2026). Em agosto de 2021, ela foi nomeada presidente do Senado.
Ela será a candidata presidencial de seu partido às eleições presidenciais no Chile em 2021, após vencer as primárias realizadas em seu partido, derrotando o ex-ministro e ex-prefeito Alberto Undurraga.